# Kleo (série télévisée)
Kleo est une série télévisée allemande de genre action et drame, créée par Hanno Hackfort, Richard Kropf et Bob Konrad.
Elle est mise en ligne à l'international sur Netflix le 18 mars 2022. La diffusion de la deuxième saison a commencé le 25 juillet 2024 sur Netflix.

## Synopsis
La trame suit le voyage de vengeance vers Berlin-Ouest de Kleo Straub, une jeune fille blonde et tueuse à gages est-allemande travaillant pour le compte de la Stasi, jusqu'à son arrestation et son procès (où elle sera accusée de haute trahison envers son pays), ainsi que son emprisonnement jusqu'à la chute du mur de Berlin en 1989, où elle sera libérée comme tous les prisonniers politiques, découvrant qu'elle a été condamnée par des accusations fallacieuses et mensongères, elle se met à la quête des responsables de son accusation, afin de se venger, et Kleo sera sans répit contre ceux qui ont comploté contre elle.
L'intrigue est sur fond d'espionnage, de contre-espionnage, de renvois sur l'époque du communisme et joue sur les effets de la corruption. Un suspens est mis autour d'une valise rouge ; celle que découvre Kléo (S1-E6) est-elle celle d’Erich Mielke qui contenait des documents compromettant le président Erich Honecker ?.

## Distribution
- Jella Haase (VF : Camille Donda) : Kleo Jenifer Straub
- Dimitrij Schaad (VF : Jean-Philippe Pertuit) : Sven Petzold
- Julius Feldmeier (VF : Nicolas Duquenoy) : Thilo
- Vladimir Burlakov (VF : Maxime Baudouin) : Andi Wolf
- Vincent Redetzki (VF : Rémi Caillebot) : Uwe Mitting

 Source et légende : version française (VF) sur RS Doublage

## Épisodes

### Saison 1
1. Big Eden
2. Les Retrouvailles (Das Wiedersehen)
3. De la neige à Sóller (Schnee in Sóller)
4. Le Ministre (Der Minister)
5. Uwe
6. Projet Else (Objekt Else)
7. Dictons chinois (Schnepfe und Miesmuschel)
8. La Sorcière violette (Die lila Hexe)

### Saison 2
1. L'Hippocampe (Das Seepferd)
2. Objet : Moni (Objekt Moni)
3. Bär (Der Bär)
4. Une bière et un schnaps (Molle und Korn)
5. Bons baisers de Russie (Liebesgrüße aus Moskau)
6. Harald (Harald)